# 8 février 1938
Le mardi 8 février 1938 est le 39e jour de l'année 1938.

## Naissances
- Jean-Baptiste Bordas, footballeur puis entraîneur français
- Michel Arino, joueur français de rugby à XV
- Melvyn Goldstein, anthropologue américain et spécialiste du Tibet
- Marco Bakker, chanteur d'opéra et présentateur de radio néerlandais
- Ray Sharpe, chanteur guitariste compositeur américain

## Décès
- Nicolas de Grèce (né le 22 janvier 1872), membre de la famille royale hellène et peintre
- Olga Taratuta (née le 21 janvier 1876), communiste libertaire membre de l'Anarchist Black Cross
- Alexeï Chirinkine (né le 24 février 1897), aviateur russe puis soviétique

## Autres événements
- Record du monde de natation dames du 4 × 100 mètres nage libre pour le Danemark avec 4 min 27 s 6